# Seidlitzia florida
Seidlitzia florida är en amarantväxtart som först beskrevs av Friedrich August Marschall von Bieberstein, och fick sitt nu gällande namn av Aleksandr Andrejevitj Bunge och Pierre Edmond Boissier. Seidlitzia florida ingår i släktet Seidlitzia och familjen amarantväxter. Inga underarter finns listade i Catalogue of Life.